# Emil Řehák
Emil Řehák (* 15. ledna 1953) je bývalý český fotbalista, útočník. V roce 2007 žil v Kanadě.

## Fotbalová kariéra
V československé lize hrál za Bohemians Praha. Nastoupil ve 29 ligových utkáních a dal 5 gólů.
Jako funkcionář působil ve Slušovicích a Zlíně.

## Ligová bilance
| Ročník                                   | Zápasy | Góly | Klub            |
| ---------------------------------------- | ------ | ---- | --------------- |
| 1. československá fotbalová liga 1974/75 | 15     | 5    | Bohemians Praha |
| 1. československá fotbalová liga 1975/76 | 8      | 0    | Bohemians Praha |
| 1. československá fotbalová liga 1976/77 | 6      | 0    | Bohemians Praha |
| CELKEM                                   | 29     | 5    |                 |